# تیراندازی در بازی‌های آسیایی ۲۰۱۸ – تفنگ بادی ۱۰ متر تیمی مختلط
مسابقا تفنگ بادی ۱۰ متر تیمی میکسدر بازی‌های آسیایی ۲۰۱۸ جاکارتا اندونزی در تاریخ ۱۹ اوت در سالن جاکابارینگ اسپورت سیتی برگزار شد.

## برنامه
همه زمان‌ها به وقت اندونزی غربی (UTC+07:00) است
| تاریخ              | زمان       | رویداد  |
| ------------------ | ---------- | ------- |
| یکشنبه ۱۹ اوت ۲۰۱۸ | ۰۹:۰۰      | مقدماتی |
| یکشنبه ۱۹ اوت ۲۰۱۸ | ساعت ۱۳:۰۰ | نهایی   |

## رکوردها
پیش از این مسابقات رکوردهای موجود جهانی، آسیایی و بازی‌ها به شرح زیر بود.
| مقدماتی      | مقدماتی | مقدماتی | مقدماتی                         | مقدماتی     |
| ------------ | ------- | ------- | ------------------------------- | ----------- |
| رکورد جهانی  | چین     | ۸۴۲٫۰   | فورت بنینگ، ایالات متحده آمریکا | ۱۳ مه ۲۰۱۸  |
| رکورد آسیا   | چین     | ۸۴۲٫۰   | فورت بنینگ، ایالات متحده آمریکا | ۱۳ مه ۲۰۱۸  |
| رکورد بازی‌ها | —       | —       | —                               | —           |
| نهایی        |         |         |                                 |             |
| رکورد جهانی  | چین     | ۵۰۲٫۰   | گوادالاخارا، خالیسکو، مکزیک     | ۵ مارس ۲۰۱۸ |
| رکورد آسیا   | چین     | ۵۰۲٫۰   | گوادالاخارا، خالیسکو، مکزیک     | ۵ مارس ۲۰۱۸ |
| رکورد بازی‌ها | —       | —       | —                               | —           |

## نتایج

### مقدماتی
| Rank | Team                      | Series | Series | Series | Series | Total | Notes |
| Rank | Team                      | ۱      | ۲      | ۳      | ۴      | Total | Notes |
| ---- | ------------------------- | ------ | ------ | ------ | ------ | ----- | ----- |
| ۱    | کره جنوبی (KOR)           | ۲۰۷٫۵  | ۲۰۹٫۰  | ۲۰۹٫۲  | ۲۱۱٫۰  | ۸۳۶٫۷ | GR    |
|      | کیم هیون جون              | ۱۰۴٫۷  | ۱۰۴٫۲  | ۱۰۴٫۰  | ۱۰۵٫۰  | ۴۱۷٫۹ |       |
|      | یونگ یون هی               | ۱۰۲٫۸  | ۱۰۴٫۸  | ۱۰۵٫۲  | ۱۰۶٫۰  | ۴۱۸٫۸ |       |
| ۲    | هند (IND)                 | ۲۰۸٫۶  | ۲۰۸٫۷  | ۲۰۶٫۷  | ۲۱۱٫۳  | ۸۳۵٫۳ |       |
|      | راوی کومار                | ۱۰۳٫۹  | ۱۰۴٫۹  | ۱۰۴٫۹  | ۱۰۶٫۳  | ۴۲۰٫۰ |       |
|      | آپور ویچاندلا             | ۱۰۴٫۷  | ۱۰۳٫۸  | ۱۰۱٫۸  | ۱۰۵٫۰  | ۴۱۵٫۳ |       |
| ۳    | مغولستان (MGL)            | ۲۰۶٫۶  | ۲۰۹٫۷  | ۲۰۸٫۶  | ۲۰۷٫۲  | ۸۳۲٫۱ |       |
|      | Nyantain Bayaraa          | ۱۰۲٫۶  | ۱۰۴٫۸  | ۱۰۳٫۹  | ۱۰۳٫۱  | ۴۱۴٫۴ |       |
|      | گانکویاگ ناندینزایا       | ۱۰۴٫۰  | ۱۰۴٫۹  | ۱۰۴٫۷  | ۱۰۴٫۱  | ۴۱۷٫۷ |       |
| ۴    | چین                       | ۲۰۸٫۹  | ۲۰۷٫۴  | ۲۰۶٫۵  | ۲۰۸٫۳  | ۸۳۱٫۱ |       |
|      | یانگ هائوران              | ۱۰۳٫۱  | ۱۰۳٫۳  | ۱۰۳٫۱  | ۱۰۴٫۷  | ۴۱۴٫۲ |       |
|      | ژائو روژو                 | ۱۰۵٫۸  | ۱۰۴٫۱  | ۱۰۳٫۴  | ۱۰۳٫۶  | ۴۱۶٫۹ |       |
| ۵    | چین تایپه (TPE)           | ۲۰۶٫۵  | ۲۰۷٫۵  | ۲۰۹٫۱  | ۲۰۶٫۷  | ۸۲۹٫۸ |       |
|      | لو شائو چو آن             | ۱۰۲٫۰  | ۱۰۳٫۴  | ۱۰۳٫۶  | ۱۰۲٫۹  | ۴۱۱٫۹ |       |
|      | لین یانگ شین              | ۱۰۴٫۵  | ۱۰۴٫۱  | ۱۰۵٫۵  | ۱۰۳٫۸  | ۴۱۷٫۹ |       |
| ۶    | سنگاپور (SGP)             | ۲۰۷٫۳  | ۲۰۷٫۸  | ۲۰۸٫۵  | ۲۰۶٫۱  | ۸۲۹٫۷ |       |
|      | Irwan Abdul Rahman        | ۱۰۳٫۰  | ۱۰۳٫۳  | ۱۰۲٫۹  | ۱۰۲٫۶  | ۴۱۱٫۸ |       |
|      | مارتینا ولوسو             | ۱۰۴٫۳  | ۱۰۴٫۵  | ۱۰۵٫۶  | ۱۰۳٫۵  | ۴۱۷٫۹ |       |
| ۷    | ایران (IRI)               | ۲۰۳٫۳  | ۲۰۸٫۳  | ۲۰۹٫۳  | ۲۰۷٫۵  | ۸۲۸٫۴ |       |
|      | امیرمحمد نکونام           | ۱۰۱٫۸  | ۱۰۴٫۹  | ۱۰۵٫۲  | ۱۰۳٫۰  | ۴۱۴٫۹ |       |
|      | نجمه خدمتی                | ۱۰۱٫۵  | ۱۰۳٫۴  | ۱۰۴٫۱  | ۱۰۴٫۵  | ۴۱۳٫۵ |       |
| ۸    | ژاپن (JPN)                | ۲۰۵٫۵  | ۲۰۶٫۸  | ۲۰۶٫۲  | ۲۰۴٫۸  | ۸۲۳٫۳ |       |
|      | Atsushi Shimada           | ۱۰۲٫۶  | ۱۰۲٫۱  | ۱۰۴٫۰  | ۱۰۱٫۸  | ۴۱۰٫۵ |       |
|      | Ayano Shimizu             | ۱۰۲٫۹  | ۱۰۴٫۷  | ۱۰۲٫۲  | ۱۰۳٫۰  | ۴۱۲٫۸ |       |
| ۹    | اندونزی (INA)             | ۲۰۲٫۶  | ۲۰۵٫۰  | ۲۰۶٫۸  | ۲۰۶٫۷  | ۸۲۱٫۱ |       |
|      | Muhammad Naufal Mahardika | ۱۰۱٫۹  | ۱۰۱٫۵  | ۱۰۳٫۵  | ۱۰۳٫۲  | ۴۱۰٫۱ |       |
|      | Monica Daryanti           | ۱۰۰٫۷  | ۱۰۳٫۵  | ۱۰۳٫۳  | ۱۰۳٫۵  | ۴۱۱٫۰ |       |
| ۱۰   | مالزی (MAS)               | ۱۹۹٫۹  | ۲۰۴٫۵  | ۲۰۸٫۰  | ۲۰۸٫۱  | ۸۲۰٫۵ |       |
|      | Lutfi Othman              | ۹۸٫۶   | ۱۰۰٫۸  | ۱۰۴٫۱  | ۱۰۳٫۹  | ۴۰۷٫۴ |       |
|      | Nur Izazi Rosli           | ۱۰۱٫۳  | ۱۰۳٫۷  | ۱۰۳٫۹  | ۱۰۴٫۲  | ۴۱۳٫۱ |       |
| ۱۱   | قزاقستان (KAZ)            | ۲۰۷٫۹  | ۲۰۳٫۱  | ۲۰۳٫۹  | ۲۰۳٫۸  | ۸۱۸٫۷ |       |
|      | Alexey Kleimyonov         | ۱۰۳٫۹  | ۱۰۲٫۶  | ۱۰۳٫۴  | ۱۰۱٫۷  | ۴۱۱٫۶ |       |
|      | Violetta Starostina       | ۱۰۴٫۰  | ۱۰۰٫۵  | ۱۰۰٫۵  | ۱۰۲٫۱  | ۴۰۷٫۱ |       |
| ۱۲   | تایلند (THA)              | ۲۰۴٫۹  | ۲۰۵٫۶  | ۲۰۲٫۰  | ۲۰۳٫۵  | ۸۱۶٫۰ |       |
|      | Pongsaton Panyatong       | ۱۰۲٫۸  | ۱۰۳٫۸  | ۱۰۲٫۰  | ۱۰۲٫۲  | ۴۱۰٫۸ |       |
|      | Thanyalak Chotphibunsin   | ۱۰۲٫۱  | ۱۰۱٫۸  | ۱۰۰٫۰  | ۱۰۱٫۳  | ۴۰۵٫۲ |       |
| ۱۳   | بنگلادش (BAN)             | ۲۰۲٫۴  | ۲۰۳٫۷  | ۲۰۴٫۸  | ۲۰۴٫۰  | ۸۱۴٫۹ |       |
|      | Arnab Sharar              | ۱۰۳٫۹  | ۱۰۱٫۳  | ۱۰۳٫۱  | ۱۰۱٫۶  | ۴۰۹٫۹ |       |
|      | Sayeda Atkia Hasan        | ۹۸٫۵   | ۱۰۲٫۴  | ۱۰۱٫۷  | ۱۰۲٫۴  | ۴۰۵٫۰ |       |
| ۱۴   | ازبکستان (UZB)            | ۲۰۱٫۳  | ۲۰۵٫۶  | ۲۰۱٫۵  | ۲۰۵٫۳  | ۸۱۳٫۷ |       |
|      | Vadim Skorovarov          | ۱۰۳٫۶  | ۱۰۴٫۴  | ۹۹٫۸   | ۱۰۴٫۹  | ۴۱۲٫۷ |       |
|      | Zaynab Pardabaeva         | ۹۷٫۷   | ۱۰۱٫۲  | ۱۰۱٫۷  | ۱۰۰٫۴  | ۴۰۱٫۰ |       |
| ۱۵   | تاجیکستان (TJK)           | ۲۰۲٫۵  | ۲۰۲٫۳  | ۲۰۳٫۶  | ۲۰۴٫۶  | ۸۱۳٫۰ |       |
|      | Todzhiddin Valiev         | ۱۰۲٫۱  | ۹۹٫۵   | ۱۰۰٫۳  | ۱۰۰٫۵  | ۴۰۲٫۴ |       |
|      | Malika Lagutenko          | ۱۰۰٫۴  | ۱۰۲٫۸  | ۱۰۳٫۳  | ۱۰۴٫۱  | ۴۱۰٫۶ |       |
| ۱۶   | عمان (OMA)                | ۲۰۰٫۰  | ۲۰۱٫۷  | ۲۰۶٫۲  | ۲۰۳٫۳  | ۸۱۱٫۲ |       |
|      | Issam Al-Balushi          | ۹۹٫۲   | ۹۹٫۰   | ۱۰۳٫۱  | ۱۰۱٫۷  | ۴۰۳٫۰ |       |
|      | Amina Al-Tarshi           | ۱۰۰٫۸  | ۱۰۲٫۷  | ۱۰۳٫۱  | ۱۰۱٫۶  | ۴۰۸٫۲ |       |
| ۱۷   | امارات متحده عربی (UAE)   | ۱۹۹٫۱  | ۲۰۲٫۳  | ۲۰۲٫۰  | ۲۰۶٫۳  | ۸۰۹٫۷ |       |
|      | Ahmed Al-Hefeiti          | ۱۰۰٫۲  | ۱۰۰٫۹  | ۱۰۳٫۰  | ۱۰۴٫۲  | ۴۰۸٫۳ |       |
|      | Marwa Jawhar Mahboob      | ۹۸٫۹   | ۱۰۱٫۴  | ۹۹٫۰   | ۱۰۲٫۱  | ۴۰۱٫۴ |       |
| ۱۸   | کره شمالی (PRK)           | ۲۰۲٫۹  | ۲۰۳٫۲  | ۲۰۰٫۷  | ۲۰۲٫۹  | ۸۰۹٫۷ |       |
|      | Ryong Song-gang           | ۱۰۱٫۴  | ۱۰۱٫۲  | ۹۹٫۴   | ۱۰۱٫۲  | ۴۰۳٫۲ |       |
|      | Ri Un-gyong               | ۱۰۱٫۵  | ۱۰۲٫۰  | ۱۰۱٫۳  | ۱۰۱٫۷  | ۴۰۶٫۵ |       |
| ۱۹   | پاکستان (PAK)             | ۲۰۲٫۶  | ۲۰۰٫۳  | ۲۰۱٫۲  | ۲۰۳٫۴  | ۸۰۷٫۵ |       |
|      | Zeeshan Farid             | ۱۰۱٫۳  | ۱۰۱٫۹  | ۱۰۱٫۲  | ۱۰۳٫۳  | ۴۰۷٫۷ |       |
|      | Minhal Sohail             | ۱۰۱٫۳  | ۹۸٫۴   | ۱۰۰٫۰  | ۱۰۰٫۱  | ۳۹۹٫۸ |       |
| ۲۰   | ویتنام (VIE)              | ۲۰۰٫۳  | ۱۹۹٫۶  | ۲۰۲٫۸  | ۲۰۳٫۷  | ۸۰۶٫۴ |       |
|      | Nguyễn Duy Hoàng          | ۹۸٫۸   | ۱۰۲٫۳  | ۱۰۱٫۴  | ۱۰۰٫۷  | ۴۰۳٫۲ |       |
|      | Ai Iwaki                  | ۱۰۱٫۵  | ۹۷٫۳   | ۱۰۱٫۴  | ۱۰۳٫۰  | ۴۰۳٫۲ |       |
| ۲۱   | قطر (QAT)                 | ۱۹۸٫۴  | ۲۰۳٫۶  | ۲۰۰٫۴  | ۱۹۸٫۳  | ۸۰۰٫۷ |       |
|      | Ali Al-Muhannadi          | ۱۰۱٫۲  | ۱۰۲٫۲  | ۱۰۰٫۸  | ۱۰۰٫۰  | ۴۰۴٫۲ |       |
|      | Matara Al-Aseiri          | ۹۷٫۲   | ۱۰۱٫۴  | ۹۹٫۶   | ۹۸٫۳   | ۳۹۶٫۵ |       |
| ۲۲   | نپال (NEP)                | ۱۸۶٫۰  | ۱۹۷٫۳  | ۱۹۹٫۸  | ۱۹۳٫۳  | ۷۷۶٫۴ |       |
|      | Sushe Chaudhary           | ۸۶٫۸   | ۹۴٫۳   | ۹۸٫۶   | ۹۳٫۲   | ۳۷۲٫۹ |       |
|      | Sushmita Nepal            | ۹۹٫۲   | ۱۰۳٫۰  | ۱۰۱٫۲  | ۱۰۰٫۱  | ۴۰۳٫۵ |       |

### نهایی
| رتبه | تیم                                                     | سلسله | سلسله | سلسله | سلسله | سلسله | سلسله | سلسله | S-off | یادداشت |
| رتبه | تیم                                                     | ۱     | ۲     | ۳     | ۴     | ۵     | ۶     | ۷     | S-off | یادداشت |
| ---- | ------------------------------------------------------- | ----- | ----- | ----- | ----- | ----- | ----- | ----- | ----- | ------- |
| 1    | چین تایپه (TPE) · لو شائو چو آن · لین یانگ شین          | ۱۰۲٫۷ | ۲۰۵٫۹ | ۳۱۰٫۲ | ۳۵۰٫۸ | ۳۹۰٫۹ | ۴۳۲٫۴ | ۴۹۴٫۱ |       | GR      |
| 2    | چین (CHN) · یانگ هائوران · ژائو روژو                    | ۱۰۱٫۲ | ۲۰۴٫۱ | ۳۰۶٫۹ | ۳۴۸٫۲ | ۳۹۰٫۲ | ۴۳۱٫۳ | ۴۹۲٫۵ |       |         |
| 3    | هند (IND) · راوی کومار · آپور وی چاندلا                 | ۱۰۲٫۹ | ۲۰۵٫۵ | ۳۰۸٫۵ | ۳۴۹٫۰ | ۳۹۰٫۲ | ۴۲۹٫۹ |       |       |         |
| ۴    | کره جنوبی (KOR) · کیم هیون جون · یونگ یون هی            | ۱۰۳٫۴ | ۲۰۵٫۰ | ۳۰۷٫۴ | ۳۴۹٫۲ | ۳۸۹٫۴ |       |       |       |         |
| ۵    | مغولستان (MGL) · Nyantain Bayaraa · گانکویاگ ناندینزایا | ۱۰۰٫۲ | ۲۰۲٫۵ | ۳۰۶٫۵ | ۳۴۶٫۶ |       |       |       |       |         |